# Pudozsi járás

A Pudozsi járás Karéliában

A Pudozsi járás (oroszul Пудожский район, karjalai nyelven Puudožin piiri, finn nyelven Puudosin piiri) Oroszország egyik járása Karéliában. Székhelye Pudozs.

## Népesség
- 2002-ben 27 538 lakosa volt, melynek 83,6%-a orosz, 9,5%-a fehérorosz, 2,4%-a ukrán, 0,9%-a karjalai, 0,3%%-a finn, 0,1%-a vepsze.
- 2010-ben 21 659 lakosa volt.